# Porta Beltrame
La Porta Beltrame (o anche Porta Beltrami) era una torre di confine tra il Lago di Porta e il monte della Rocca di Montignoso, ossia il Castello Aghinolfi, dove passava la Via Francigena.. Adesso con questo nome si può indicare una piccola torre abbandonata nel comune di Pietrasanta, ma un tempo sanciva il confine tra il capitanato toscano centrato su tale città e la minuscola exclave lucchese di Montignoso.

## Geografia
La torre si trova ai piedi della rupe detta "Salto della Cervia", chiamata così per via di una leggenda legata a un cacciatore e una cerva.

## Storia
Le prime notizie della Porta Beltrame si hanno in un placito emanato dal re Arrigo III il 15 maggio 1055 a favore del vescovo di Luni, che reclamava alcuni possedimenti nel distretto del Castello Aghinolfi, ossia la Rocca di Montignoso. Si ha notizie della porta anche nei Commentarii di Vincenzo Santini, in cui si legge "luogo dove sono due pilastri grossi" e poi "che ha veduto una catena di ferro dall'un pilastro e riscuotersi la gabella in detto luogo da quei di Montignoso".
Il 5 maggio 1058 si parla di nuovo in un altro placito della Porta Beltrami nei pressi del Castello d'Aghinolfo. La porta poi fu possedimento dei Nobili di Corvaia. 
Il nome "Porta Beltrame" però deriva dal nobile Beltrame, che sposò la figlia di Bonifazio, signore di Vallecchia. Questo nobile fece mettere una porta di ferro nei pressi del Lago di Porta e veniva chiusa di notte.
Nel 1395 gli storici riportano che, dopo un'alleanza avvenuta in quell'anno tra Fiorentini e Lucchesi, essi decisero di fortificare il passo di Porta Beltrame per difendersi l'un l'altro.
Nel 1484 la porta fu al centro della battaglia tra i Genovesi appostati a Pietrasanta e dintorni e i Fiorentini comandati da Lorenzo de' Medici: in particolare, l'esercito dei Fiorentini contava 7000 fanti.
Poi, dopo la caduta di Pietrasanta sotto i Fiorentini, il vicino Lago di Perotto (l'attuale Lago di Porta) fu unito al territorio di Pietrasanta, il quale passò alla Repubblica di Firenze e Cosimo I nel 1568 cominciò a far costruire di fianco alla porta una torre più solida omonima alla porta che fu terminata da Ferdinando I nel 1588.

## Descrizione
La torre terminata nel 1588 era alta 10 metri, a pianta quadrata e inserita in un'altra struttura fortificata a forma quadrilatera che ospitava il transito.

## Galleria d'immagini

Porta Beltrame e torre
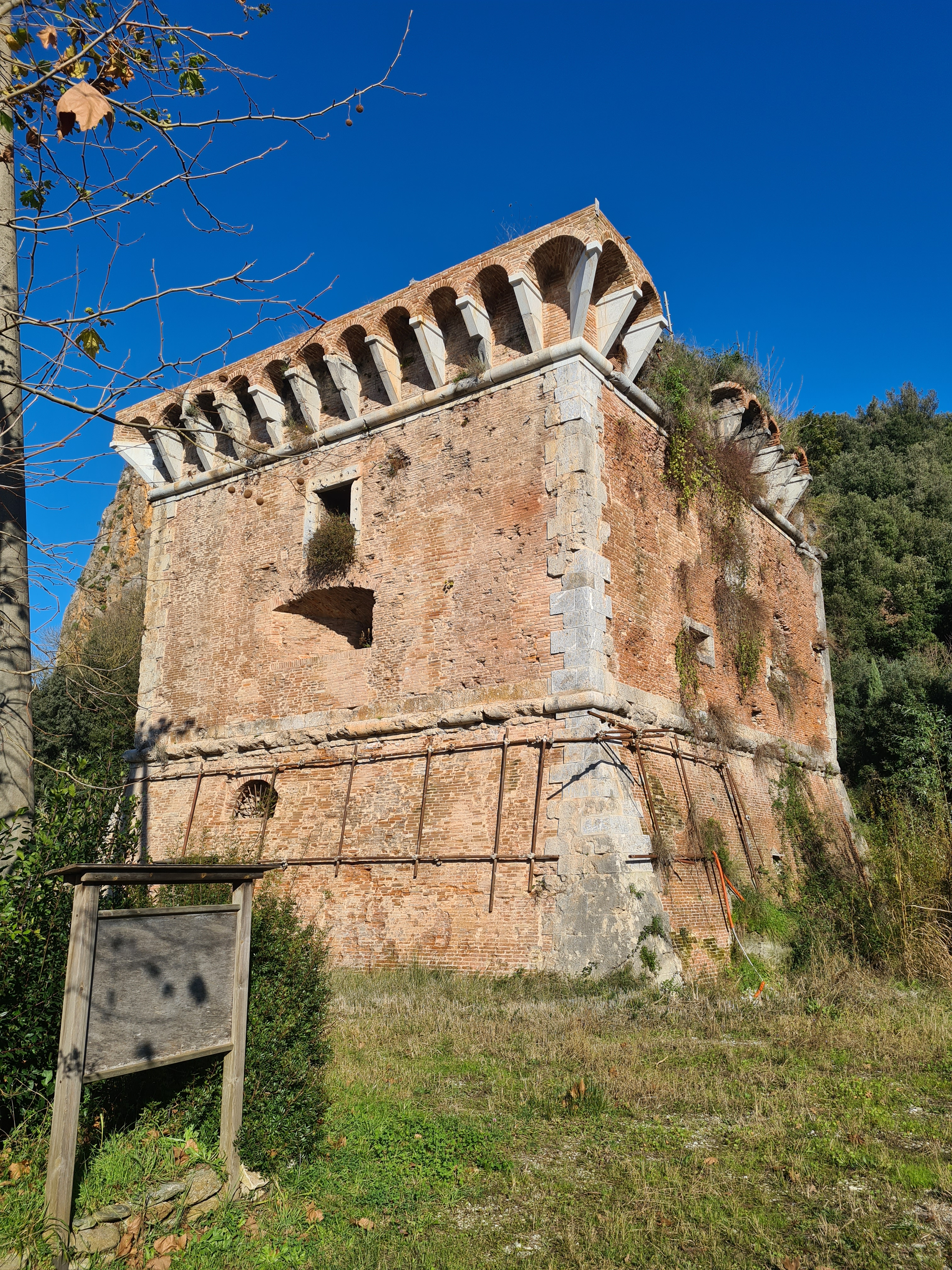
La torre vista da sud
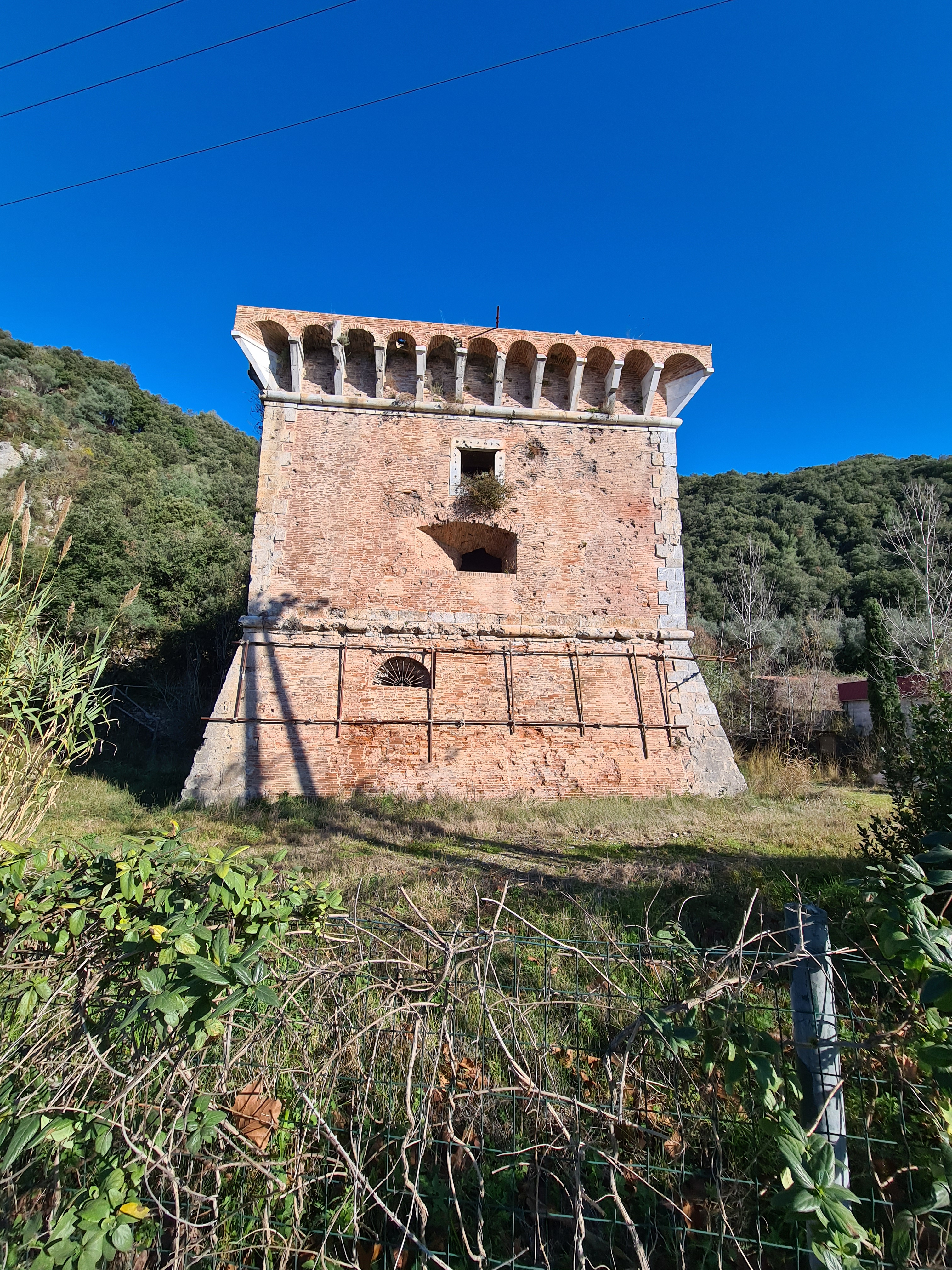
Una diversa angolazione della torre
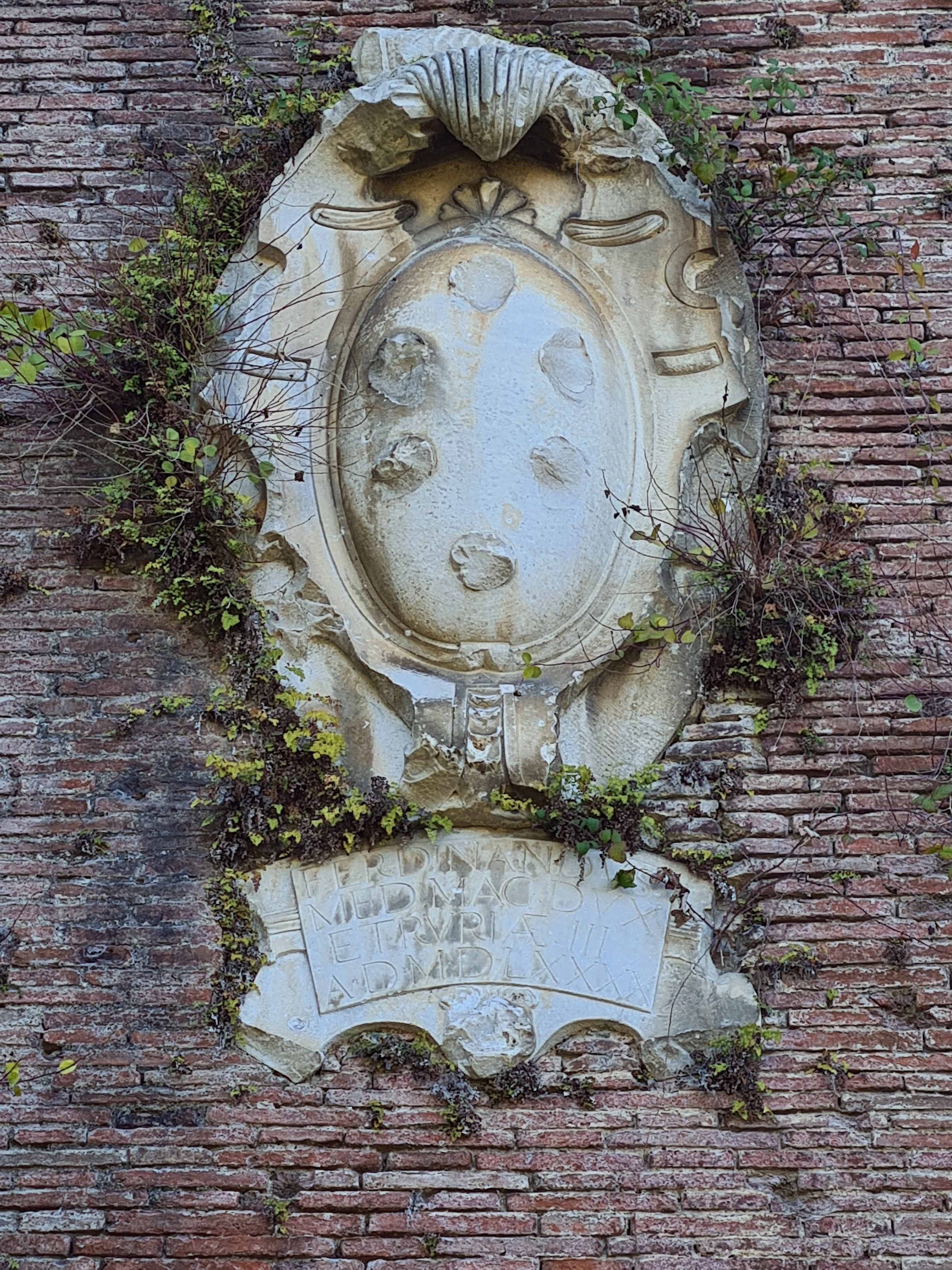
Stemma mediceo apposto sulla torre
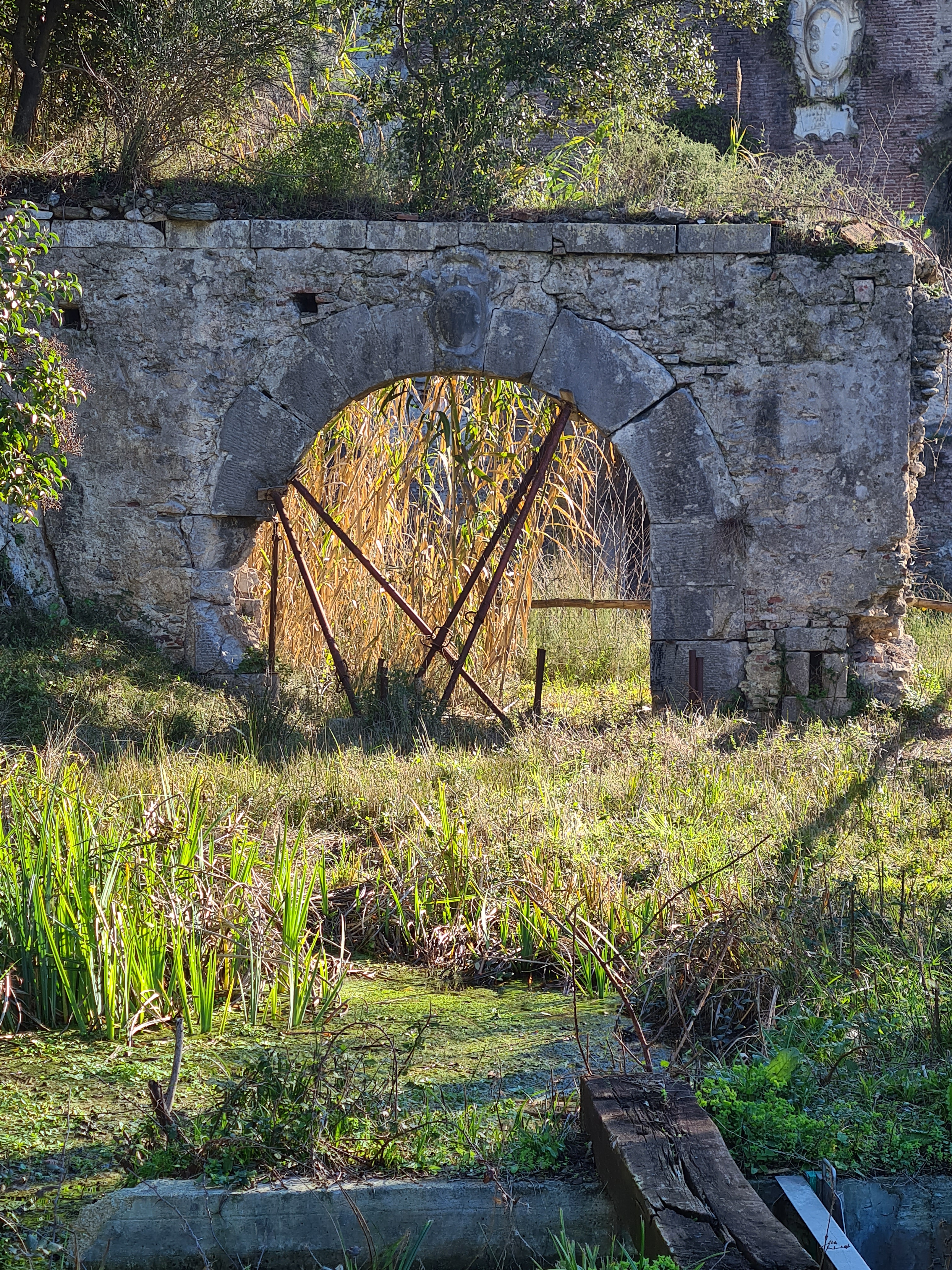
La Porta Beltrame